# Lagoa do Negro

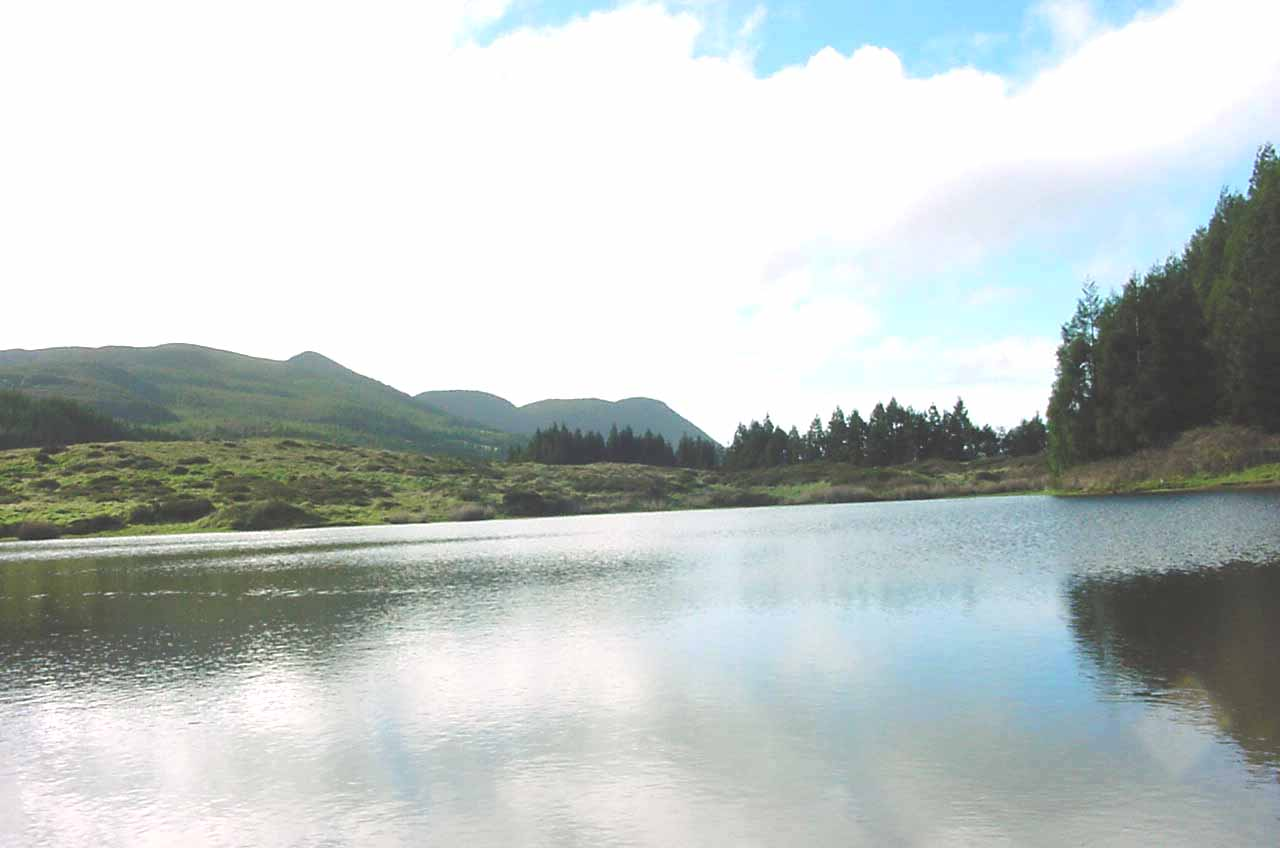
Lagoa do Negro, Terceira

A Lagoa do Negro localiza-se na freguesia dos Altares, concelho de Angra do Heroísmo, na ilha Terceira, nos Açores.
Situada na zona de escorrência lávica do vulcão que formou da serra de Santa Bárbara, enquadra-se no habitat de águas oligomesotróficas da região medioeuropeia e perialpina com vegetação aquática, com referência às espécies "Littorela uniflora" e "Isoëtes azorica".
Constitui-se em uma lagoa de pequenas dimensões, cujo nome se perde na noite dos tempo, algures no início do povoamento da ilha.
É envolvida por um dos lados por um maciço de criptomérias; por outro possui como fundo a serra de Santa Bárbara, ladeada pelo Pico Gaspar.
Sob esta lagoa desenvolve-se a gruta do Natal, tubos de escorrências lávicas, testemunho de antigas erupções do vulcão da serra de Santa Barbara.
Em 2010 a lagoa era objeto de um projeto experimental de recuperação da biodiversidade. A área de recuperação constituía-se de cinco hectares, dos quais três funcionariam como uma "zona tampão", para garantir a conservação da parte interior da lagoa. A zona de protecção e renaturalização da lagoa, com cerca de dois hectares, no planalto central da Terceira, constitui uma zona relevante para as aves migratórias, tendo já sido referenciadas no local mais de 150 espécies de aves. Como exemplo, após um interregno de mais de 50 anos as Gaivinas-de-faces-brancas, voltaram a frequentar esta lagoa.